# 박유천
박유천(朴裕千, 1986년 6월 4일 ~ )은 대한민국의 가수, 배우로 동방신기의 전 멤버였다. JYJ 멤버로 활동하다가 솔로활동으로 전향하였다. 현재는 한국보다는 해외에서 활동을 하고 있다.

## 생애
1986년 6월 4일 서울에서 태어나 초등학교 6학년 때 미국 버지니아주로 이민을 갔다.
2001년 미주 가요제에서 대상을 받았으며, 이후 대한민국에 돌아와 가수 데뷔를 준비하였다. 1년 5개월의 비교적 짧은 연습생 기간을 거쳐, 2003년 12월 26일 SBS 보아 & 브리트니 스피어스 스페셜 무대를 통해 5인조 남성 그룹 동방신기의 멤버로 데뷔하였다.
당시 동방신기의 멤버로서 쓰던 예명은 믹키유천이었다. 이 예명은 박유천이 미국에서 살 때 쓰던 이름 믹키를 사용한 것이다. 한자로는 비기유천(秘奇有仟)이라고 표기했는데, 비기유천의 뜻은 “가요계의 숨겨놓은 무기”이다. 2004년 2월 동방신기 싱글1집 앨범 "HUG"를 발매하면서 가요계에 정식 데뷔하였다.
그러나 2009년 7월 믹키유천은 같은 동방신기의 멤버였던 영웅재중, 시아준수와 함께 SM 엔터테인먼트와의 계약이 13년의 전속기간 등 계약 내용이 불공정하다는 이유로 전속 계약 효력 정지 가처분 신청을 법원에 제출하며, 동방신기 탈퇴를 선언하였고, 9월 JYJ란 이름으로 그룹을 결성하였다. 같은 해 10월 법원은 “본안 소송 판결이 날 때까지 SM 측은 3명의 독자적인 연예 활동을 방해해선 안 된다”라는 요지의 전속계약 효력 정지 가처분 결정을 내렸다. 2012년 11월 JYJ와 SM은 양측이 기존에 체결됐던 모든 계약을 2009년 7월 31일자로 종료하며, 이와 관련된 모든 소송을 취하하고 앞으로의 활동에 간섭하지 않겠다는 합의를 하여 계약 분쟁을 마무리 하였다.
2010년 KBS 월화 드라마 《성균관 스캔들》의 주인공 성균관 유생 이선준 역으로 본격적인 연기 활동을 시작하였으며, 이후로 《미스 리플리》에서 여주인공에게 첫눈에 반한 재벌 2세 송유현 역을, 《옥탑방 왕세자》에서 세자빈 죽음의 비밀을 파헤치다 현대로 타임슬립한 왕세자 이각 역을, 《보고싶다》에서는 불의의 사고로 실종된 첫사랑을 찾아다니는 형사 한정우 역을, 《쓰리데이즈》에서는 실종된 대통령을 찾는 대통령 경호관 한태경 역을 맡아 연기하였다. 2015년에는 SBS 드라마 《냄새를 보는 소녀》에서 주인공 최무각 역을 맡아 통각, 미각, 후각이 상실된 형사로 열연하였다. 그는 출연작마다 신인상과 인기상, 우수연기상 등을 수상하며 탄탄한 연기력과 인기를 입증하였다.
2014년 봉준호 감독 제작, 심성보 감독 연출 《해무》의 주동식 역으로 영화에 데뷔하였다. 제작자 봉준호 감독은 "뛰어난 영화배우를 우리 영화계가 얻게 되었다는 사실에 기쁘다"라는 소감으로 박유천의 영화데뷔를 평가하였으며 박유천은 이 영화 데뷔작으로 2014년 청룡영화상, 대종상, 한국영화평론가협회상, 부산 영평상, 2014년 올해의 영화상의 신인상, 2015년 백상예술대상 영화부문 신인상 등을 비롯한 10개의 영화제에서 모두 신인상을 수상하는 대기록을 남겼다,
2014년 영화 《루시드 드림》을 촬영하였고 2017년 2월 22일 개봉하였다
천식으로 인해 신체 검사에서 사회 복무 요원 판정을 받았던 그는 2015년 8월 27일에 입소하여, 2017년 8월 25일까지 2년간 《강남구청》에서 사회복무요원으로 복무하였다.
2015년 SBS 연기대상 미니시리즈 남자부문 최우수상을 수상하였다.
2023년 12월 14일 언론매체의 보도에 따르면 가수 '동방신기' 출신인 박유천 씨는 양도소득세 5건, 4억 900만원을 체납 중이라고 알려졌다.

## 학력
- 서울가락초등학교
- 하남고등학교
- 경희대학교 포스트모던음악학과

## 작품 목록

### 음악
- 2004년 대한민국 첫 앨범 동방신기의 《Hug》
- 2006년 대한민국 첫 번째 라이브 앨범《여우비》
- 2007년 대한민국 두 번째 라이브 앨범 《One Last Cry》
- 2008년 일본 DJ MAKAI 《Tokyo Lovelight》피처링
- 2008년 일본 5연작 싱글 《Runaway》 솔로곡 〈My GirlFriend〉
- 2008년 대한민국 The Fourth Album `MIROTIC` (Special Edition) 《사랑 안녕 사랑(Love Bye Love)》
- 2009년 대한민국 슈퍼주니어 〈이별... 넌 쉽니(Heartquake)〉랩메이킹 및 피처링
- 2009년 대한민국 샤이니 〈세뇨리따 (Senorita)〉 랩메이킹 및 피처링
- 2009년 일본 유닛 싱글 〈COLORS~Melody And Harmony~, Shelter〉
- 2009년 대한민국 세 번째 라이브 앨범 〈사랑 안녕 사랑(Love Bye Love)〉
- 2010년 대한민국 KBS 월화드라마 〈성균관 스캔들〉 OST 〈찾았다〉
- 2010년 대한민국 JYJ 정규 1집 〈The Beginning〉발매
- 2010년 일본 도쿄돔 라이브 앨범 〈I Have Nothing〉
- 2011년 대한민국 JYJ MUSIC ESSAY 〈Their Rooms 우리 이야기〉 발매
- 2011년 대한민국 MBC 월화드라마 〈미스 리플리〉 OST 〈너를 위한 빈자리〉
- 2011년 대한민국 JYJ 한국어앨범 〈In Heaven〉발매
- 2013년 대한민국 JYJ 일본 도쿄돔 콘서트 《The return of the JYJ》 中 신곡 〈그녀와 봄을 걷는다〉공개
- 2014년 한국 JYJ 정규 2집 〈Just Us〉 발매
- 2016년 대한민국 첫 번째 솔로 앨범 〈당신의 지갑에는 얼마의 사랑이 있나요.〉
- 2019년 솔로 앨범 〈Slow Dance〉
- 2020년 솔로 앨범 〈RE:mind〉

### 드라마 & 영화
| 분류   | 방송사                 | 제목                           | 역할                | 기간   |
| ------ | ---------------------- | ------------------------------ | ------------------- | ------ |
| 드라마 | 일본 BeeTV             | 《Beautiful Love~君がいれば~》 | 이영수 역           | 2010   |
| 드라마 | KBS 2TV                | 《성균관 스캔들》              | 이선준 역           | 2010   |
| 드라마 | MBC                    | 《미스 리플리》                | 송유현(유타카) 역   | 2011   |
| 드라마 | SBS                    | 《옥탑방 왕세자》              | 이각(용태용) 역     | 2012   |
| 드라마 | MBC                    | 《보고싶다》                   | 한정우 역           | 2012   |
| 드라마 | SBS                    | 《쓰리 데이즈》                | 한태경 역           | 2014   |
| 드라마 | SBS                    | 《냄새를 보는 소녀》           | 최무각 역           | 2015   |
| 분류   | 제작사                 | 제목                           | 역할                | 개봉일 |
| 영화   |                        | 《베케이션》                   | 박유천(ep.4) 역     | 2006   |
| 영화   |                        | 《지구에서 연애 중》           | 박유천 역           | 2006   |
| 영화   | 스바루 제작 위원회     | 《스바루》                     | 박유천 역(특별출연) | 2009   |
| 영화   | 넥스트엔터테인먼트월드 | 《해무》                       | 주동식 역[8][9]     | 2014   |
| 영화   | 보고싶은 영화사        | 《기적의 피아노》              | 내레이션 역         | 2015   |
| 영화   | 로드픽쳐스             | 《루시드 드림》                | 디스맨 / 권용현 역  | 2017   |

### 광고
- 2011년 4월 동서식품 아이스티〈티오TiO〉1편 TV 광고 모델
- 2011년 8월 동서식품 아이스티〈티오TiO〉2편 TV 광고 모델
- 2011년 11월 닌텐도 Wii 〈젤다의 전설〉25주년 기념 스카이워드 소드 한국 TV 광고 모델
- 2011년 11월 카페베네 이탈리안 레스토랑 〈블랙스미스〉런칭 모델
- 2011년 12월 오뚜기〈기스면〉TV 광고 런칭 모델
- 2012년 5월 동서식품 아이스티〈티오TiO〉3편 TV 광고 모델
- 2012년 5월 닌텐도 3DS '마리오 카트 7' 캠페인 모델
- 2012년 5월 카페베네 이탈리안 레스토랑 〈블랙스미스〉TV 광고 모델
- 2012년 6월 오뚜기〈기스면〉2편 TV 광고 모델
- 2012년 9월 닌텐도 3DS 〈젤다의 전설〉〈시간의 오카리나 3D〉 한국 TV 광고 모델
- 2012년 12월 스탠다드차타드은행 <착한도서관프로젝트> TV 광고 모델
- 2014년 9월 한중 저작권 보호 캠페인 <페어 플레이> 홍보 모델[10]

### 홍보대사
- 2012년 11월 NGO'세이브더칠드런'참여기부캠페인<신생아모자뜨기> 홍보대사 및 뜨개질강사[11]
- 2012년 12월 '스탠다드차타드은행'<착한도서관프로젝트> 홍보대사 및 TV 광고모델[12]
- 2013년 2월 2014 인천아시안게임 홍보대사
- 2014년 7월 2015 대구·경북 세계물포럼' 홍보대사[13]

### 해외활동
- 2013년 1월 11일 중국 북경《Media Day》 개최[14]
- 2013년 1월 24일 중국 후난방송국 대보름특별예능 《원소절희락회》 출연[15]
- 2014년 7월 12일 중국 후난방송국 《쾌락대본영》 '남신(男神)특집'출연[16]

### 내레이션
- 2011년 6월 17일 MBC 스페셜 《나의 살던 고향은》 나레이션
- 2011년 7월 136회 한국PD연합회 시상 이달의 PD 수상작
- 2014년 6월 2일 MBC 《휴먼다큐 사랑》말괄량이 샴쌍둥이 나레이션[17]
- 2015년 다큐멘터리 영화 《기적의 피아노》 나레이션

### 화보
- 2010년 성균관 스캔들 화보집 〈Portraits of Youth〉
- 2010년 11월 하이컷(HIGH CUT) 64호 표지모델 및 화보
- 2012년 미스 리플리 화보집
- 2012년 7월 엘르 (ELLE) 화보
- 2013년 4월 싱글즈 (SINGLES) 표지모델 및 화보
- 2014년 4월 싱글즈 (SINGLES) 표지모델 및 화보

### DVD
- 2011년《성균관스캔들 완전판 DVD》(한일발매)
- 2011년《성균관스캔들 극장편집판 DVD》
- 2011년《성균관스캔들 극장편집판 Blu-ray DVD》
- 2011년《성균관스캔들 MAKING FILM 사랑과 청춘의 두근두근 메모리》
- 2012년《성균관스캔들 감독판 Blu-ray DVD》
- 2012년《성균관스캔들 방과후 비밀이야기 DVD》
- 2012년《미스리플리 MAKING FILM 유현의 본모습 DVD》
- 2012년《미스리플리 완전판 DVD》
- 2012년《옥탑방왕세자 MAKING FILM 왕자의 촬영일지 DVD》
- 2013년《미스리플리 극장편집판 DVD》
- 2013년《옥탑방왕세자 완전판 DVD 》(한일발매)
- 2013년《옥탑방왕세자 Blu-ray DVD》

## 수상
- 2010년 KBS 연기대상 남자 신인상, 베스트 커플상, 네티즌상
- 2011년 제47회 백상예술대상 TV부문 남자 신인 연기상, 남자 인기상
- 2011년 제6회 서울 드라마 어워즈 한류드라마 남자배우상, 네티즌 인기상
- 2011년 MBC 드라마대상 미니시리즈 부문 남자 신인상
- 2012년 제48회 백상예술대상 TV부문 남자 인기상
- 2012년 제7회 서울 드라마 어워즈 한류드라마 남자 배우상, 네티즌 인기상
- 2012년 MBC 연기대상 미니시리즈부문 남자 우수 연기상
- 2012년 SBS 연기대상 드라마스페셜 부문 남자 우수 연기상, 10대 스타상, 베스트 커플상,시청자 인기상
- 2013년 제49회 백상예술대상 TV부문 남자 인기상
- 2013년 Korean Entertainment 10th Anniversary Awards in Japan 남자배우부문 2위
- 2014년 제34회 한국영화평론가협회상 남자 신인상
- 2014년 제51회 대종상영화제 신인남우상
- 2014년 제15회 부산영화평론가협회상 신인 남우상
- 2014년 제4회 아름다운 예술인상 신인예술인상
- 2014년 제35회 청룡영화상 신인남우상
- 2014년 한국영화배우협회 스타의 밤 인기 스타상
- 2014년 씨네21 영화상 올해의 남자신인배우
- 2014년 SBS 연기대상 미니시리즈 부문 남자 최우수 연기상, 10대 스타상
- 2015년 제6회 올해의 영화상 신인남우상
- 2015년 제10회 맥스무비 최고의 영화상 최고의 남자신인배우상
- 2015년 제51회 백상예술대상 영화부문 남자 신인 연기상
- 2015년 SBS 연기대상 미니시리즈 부문 10대 스타상